# Beate Kuhn

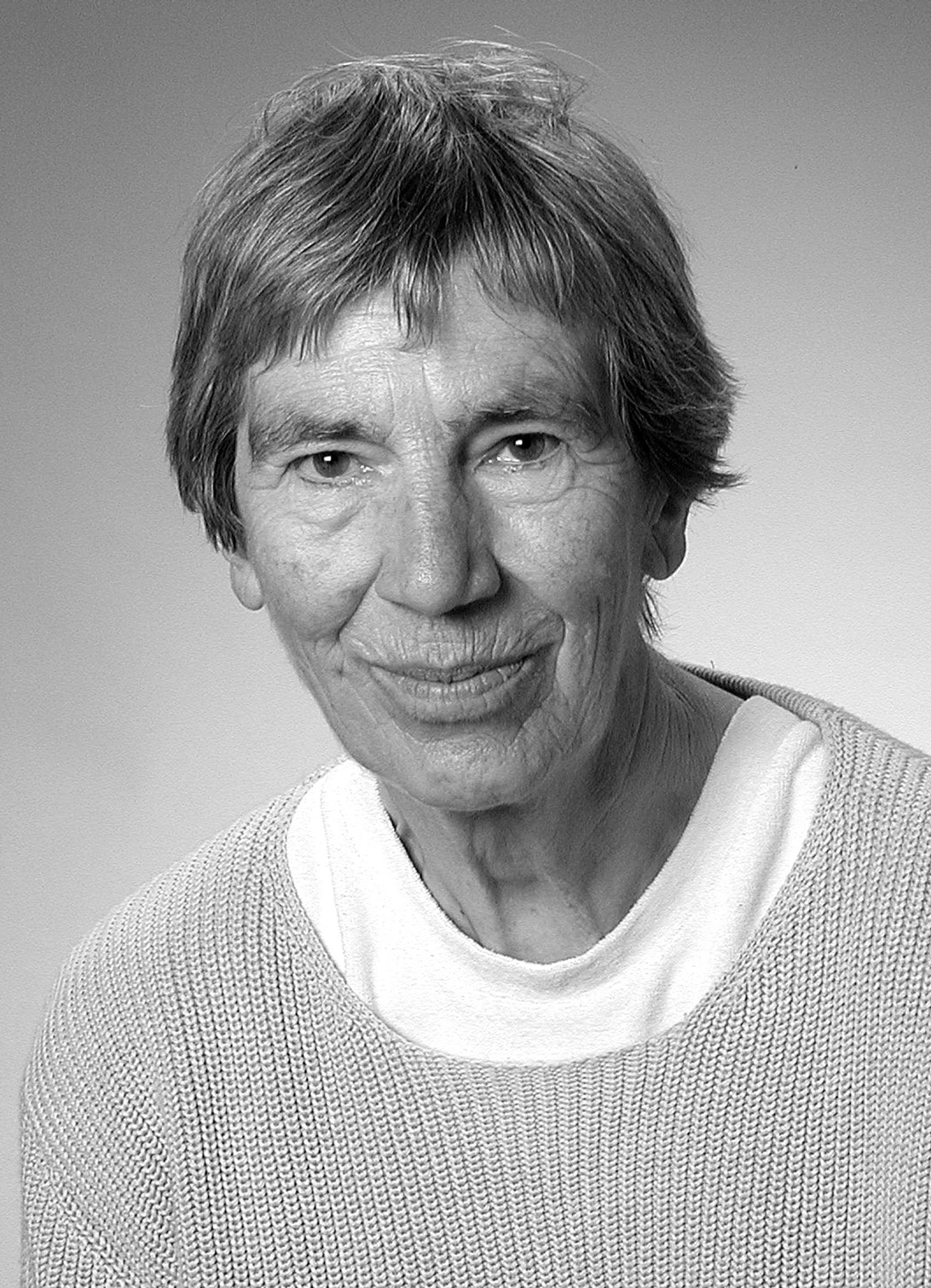
Beate Kuhn, 2004

Beate Kuhn (* 15. Juli 1927 in Düsseldorf; † 10. Dezember 2015) war eine deutsche Keramikerin und Keramikbildhauerin.

## Leben
Beate Kuhn wurde in Düsseldorf als Tochter des Bildhauers Erich Kuhn (1890–1967) und der Pianistin Lisa Kuhn geboren. Während des Zweiten Weltkrieges wurde die Familie ausgebombt und übersiedelte nach Hinterzarten im Schwarzwald. Nach dem Abitur 1946 in Neustadt studierte sie von 1947 bis 1949 Kunstgeschichte an der Albert-Ludwigs-Universität Freiburg und von 1949 bis 1951 an der Werkkunstschule in Wiesbaden Keramik bei Erika Opitz und Hans Karl Starke; diese Ausbildung schloss sie mit der Gesellenprüfung ab. Von 1951 bis 1953 folgte ein weiteres Keramik-Studium bei F. Th. Schroeder an der Werkkunstschule in Darmstadt.
Von 1953 bis 1956 war Beate Kuhn in Lottstetten bei Waldshut tätig; dort gründete sie eine Werkstattgemeinschaft mit Karl Scheid (* 1929). 1956 übersiedelte die gemeinsame Werkstatt nach Düdelsheim, heute einem Stadtteil von Büdingen; drei Jahre später kam noch Ursula Scheid (1932–2008), ebenfalls Keramikerin, hinzu. 2006 wurde das 50-jährige Bestehen dieser Werkstattgemeinschaft, zu der auch der Holzbildhauer Bernhard Vogler und seit einigen Jahren auch Sebastian Scheid (Sohn von Karl und Ursula Scheid), der ebenfalls Keramiker ist, gehört, mit einem großen Fest gefeiert.
Seit 1983 war Beate Kuhn Mitglied der Gruppe 83, einer Gruppierung deutscher Keramiker, der nur Mitglieder der Académie Internationale de la Céramique (AIC) in Genf angehören können.

## Werk

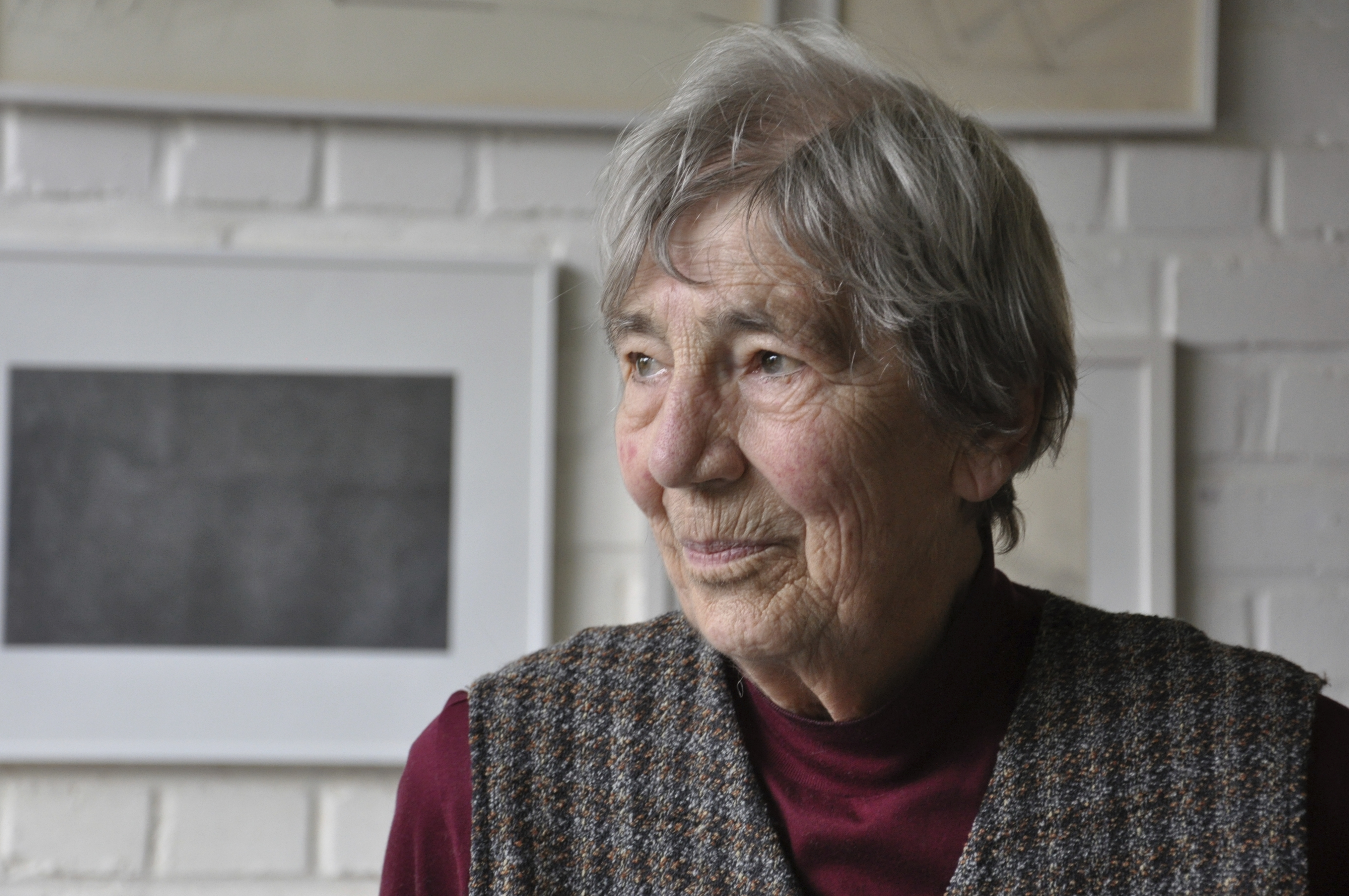
Beate Kuhn, 2012

Von 1953 bis 1957 entwarf Beate Kuhn asymmetrische Porzellanvasen für die Firma Rosenthal AG. Schon Ende der 1950er Jahre begann die Künstlerin, sich vom Gefäß als bloßem Gebrauchsgegenstand zu entfernen, auch wenn sie die Idee des Gefäßes nie ganz aufgab. So verwendete sie früh schon Gefäße als Malgrund für abstrahierende Figurendarstellungen, die mit der Gefäßform eine anthropomorphe Gesamtgestalt bildeten. Bald entstanden dann abstrakte Formen, die zwar sämtlich aus gedrehten Teilen montiert sind, jedoch eher als Raumplastiken zu beschreiben sind. Die Größe der einzelnen Stücke variiert dabei von Kleinvasen bis hin zu monumentalen Brunnen und wandfüllenden Reliefs (z. B. im Hetjens-Museum in Düsseldorf und im Keramion in Frechen). Hinzu kommen figürliche Darstellungen von Tieren (vor allem Katzen), die jedoch ebenfalls aus gedrehten Teilen montiert sind.
Die Künstlerin gab an, dass sie sich zum einen immer wieder von Naturstudien anregen ließ, die sie dann in abstrakte Formgebungen umsetzte. Zu diesem Zweck entstehen oft umfangreichen Skizzen. Auch die Titel der Werke spielen oft auf Naturbeobachtungen („Nebel im Wald“, „Busch am Bach“, „Bunter Baum“, „Monsterrelief“ etc.) an, die allerdings dann erst im Nachhinein bestimmten Stücken zugeordnet werden. Daneben gibt es auch viele Benennungen, die einen Zug ins Humoristische haben (z. B. „Parlament der Nasobeme“, „Busenbuch“, „Trompetenturm“) sowie programmatische Zyklen, die bestimmten Themen zugeordnet sind (z. B. „Arche Noah“, „Die vier Jahreszeiten“). – Eine weitere Inspirationsquelle ist die zeitgenössische klassische Musik; die Künstlerin nannte u. a. Giacinto Scelsi, Luigi Nono, Luciano Berio und viele andere Komponisten, deren Werke sie auch bei der Arbeit regelmäßig hörte.
Beate Kuhn hat seit den 50er Jahren einen unverwechselbaren Stil ausgeprägt, dem sie stets treu geblieben ist. Innerhalb ihres Personalstils ist jedoch eine unübersehbare Vielfalt an Ausdrucksformen entstanden. Die Künstlerin scheut auch im hohen Alter Experimente nicht und wendet sich immer wieder neuen Gebieten zu – sowohl von der Thematik als auch von den Materialien her (z. B. die Einbeziehung von Glasplatten in ihre keramischen Plastiken, immer wieder neue Versuche mit unterschiedlichsten Glasuren etc.). So überschrieb die Museumsleiterin des KERAMION Gudrun Schmidt-Esters, die auch Vorstand der Stiftung Keramion ist, ihren Beitrag im Katalog zur Ausstellung aus Anlass des 80. Geburtstages im Keramion Frechen mit den Worten: „Die Gleichheit des Verschiedenen“.

## Arbeiten in Museen
Beate Kuhn ist – neben einer unübersehbaren Zahl von privaten Sammlungen – in allen wichtigen Kunstgewerbemuseen Deutschlands und in vielen Museen weltweit vertreten; neben den schon genannten (Hetjens-Museum und Keramion) unter anderem: Schlossmuseum Aschaffenburg, Keramik-Museum Berlin, Kunstgewerbemuseum Berlin, Kunstsammlungen der Veste Coburg, Museum für moderne Keramik Deidesheim (seit 1993 Land Rheinland-Pfalz, Sammlung Hinder/Reimers), Museum für Kunsthandwerk Frankfurt am Main, Museum für Kunst und Gewerbe (Hamburg), Kestner-Museum (Hannover), Sammlung der Hoechst AG, Keramikmuseum Westerwald Höhr-Grenzhausen, Badisches Landesmuseum (Karlsruhe), Museum für Angewandte Kunst Köln, GRASSI Museum für Angewandte Kunst Leipzig, Kunsthalle Mannheim, Landesmuseum für Kunst und Kulturgeschichte Oldenburg, Kulturgeschichtliches Museum Osnabrück, Stiftung Schleswig-Holsteinische Landesmuseen Schloss Gottorf (Schleswig), Emslandmuseum Schloss Clemenswerth (Sögel), Landesmuseum Württemberg (Stuttgart), Pinakothek der Moderne Die Neue Sammlung (München), Musée Ariana (Genf), Mimar Sinan Üniversitesi (Istanbul), Victoria and Albert Museum (London), Museum Boijmans Van Beuningen (Rotterdam), Taipeh Fine Arts Museum, National Museum of Modern Art Tokio, Schwedisches Nationalmuseum (Stockholm), Museum Bellerive (Zürich), Carnegie Museum of Art (Pittsburgh).

## Einzelausstellungen (Auswahl)
Wichtige Einzelausstellungen waren u. a.:
- 1957: Galleria Totti Mailand
- 1960: Stadtmuseum Ludwigshafen am Rhein (mit Holzplastiken des Vaters Erich Kuhn)
- seit 1968: Beteiligung an zahlreichen Ausstellungen im In- und Ausland, häufig zusammen mit Karl und Ursula Scheid, Gerald und Gotlind Weigel sowie mit Margarete Schott – z. B. regelmäßige Teilnahme an den Ausstellungen der London-Gruppe
- seit 1969: regelmäßige Beteiligung an der Ausstellung Form und Glasur in der Jahrhunderthalle (Frankfurt am Main)
- 1982: Keramion Frechen
- seit 1983: Beteiligung an den Ausstellungen der Gruppe 83
- 1989: Museum für Kunsthandwerk in Frankfurt am Main
- 1990: Museum Eckernförde
- 1997: Lauenburgischer Kunstverein im alten Rathaus in Mölln
- 2002: Werkstattausstellung in Düdelsheim aus Anlass des 75. Geburtstages
- 2007: 1.) Keramion Frechen 2.) Galerie Rosi Jäger in Hochheim am Main 3.) Internationales Museum in Weiden in der Oberpfalz
- 2010: Galerie Bruno11 und im Schloss Büdingen
- 2017: Pinakothek der Moderne München, Ausstellungstitel: „BEATE KUHN – KERAMIKEN AUS DER SAMMLUNG FREIBERGER“[6]
- 2018: Galerie Esther Schipper in Berlin, Ausstellungstitel: „Keramische Plastik – BEATE KUHN“[7]

## Auszeichnungen
- 1955: Förderpreis der Deutschen Keramischen Gesellschaft, Düsseldorf;
- 1955: Silbermedaille Concorso Internazionale delle Ceramiche d’Arte, Faenza
- 1955: Staatspreis Gestaltung Kunst Handwerk des Landes Baden-Württemberg, Konstanz
- 1960: Alexander-Guilleaume-Preis der Deutschen Keramischen Gesellschaft, München
- 1962: Silbermedaille der Internationalen Akademie für Keramik, Prag
- 1965: Staatspreis des Landes Bayern
- 1966: Hessischer Staatspreis für das Deutsche Kunsthandwerk
- 1968: Ernennung zum Mitglied der Académie Internationale de la Céramique (AIC), Genf
- 1975: Westerwald-Preis, Ehrenpreis für industriell gefertigte Keramik, Höhr-Grenzhausen
- 1977: Westerwald-Preis (3. Preis), Höhr-Grenzhausen
- 1997: Preis der Lotte Reimers-Stiftung zur Förderung der Keramischen Kunst